# Back to Black
Back to Black — второй и последний студийный альбом британской певицы Эми Уайнхаус, выпущенный 27 октября 2006 года на Island Records. В поддержку альбома было выпущено несколько синглов: «Rehab», «You Know I’m No Good», «Back to Black», «Tears Dry on Their Own» и «Love Is a Losing Game».
Большинство музыкальных критиков положительно отозвались об альбоме, оценив талант автора в песнях, написанных Уайнхаус под влиянием классического соула и спродюсированных Саламом Реми и Марком Ронсоном. На 50-й церемонии «Грэмми» Уайнхаус была награждена пятью статуэтками в категориях «Лучший поп-альбом», «Лучший новый исполнитель» и «Песня года», «Запись года» и «Лучшее женское исполнение поп-песни» за «Rehab». Back to Black был также номинирован в категории «Альбом года».

## Выпуск и продвижение
Делюкс-издание альбома было выпущено в Европе 5 ноября 2007 года. Переиздание содержало ремастерированный первоначальный альбомный материал, а второй диск содержал би-сайды, редкие и концертные треки, включая исполнение в программе Live Lounge песни «Valerie», которая до этого момента была доступна только в альбоме Марка Ронсона Version. Первым синглом с пластинки, выпущенным 23 октября 2006 года, стал «Rehab», спродюсированный Ронсоном. Песня была посвящена прошлому певицы, когда она по настоянию своих менеджеров проходила курс лечения от алкогольной и наркозависимостей в реабилитационном центре. 22 октября 2006 года, на основе цифровой дистрибуции, песня дебютировала в UK Singles Chart на 19-м месте, а через неделю, когда состоялся физический релиз сингла, поднялась до 7-й позиции. К концу 2007 года альбом был сертифицирован BPI, став самым продаваемым за этот год.
Вторым синглом стала песня «You Know I’m No Good». Релиз состоялся 8 января 2007 года, вместе с ремиксом, в котором участвовал Ghostface Killah. Композиция достигла 18-го места в UK Singles Chart, и на той же неделе «Rehab» поднялся до 20-го места. Back to Black был выпущен в США в марте 2007 года, и «You Know I’m No Good» там стал ведущим синглом.
Третьим британским синглом стала песня «Back to Black», выпущенная 30 апреля 2007 года, достигнувшая 25-й позиции. В это время популярный трек «Rehab» едва не убрали с пластинки из-за обвинений в пропаганде наркотиков и алкоголя. В чарте Billboard Hot 100 14 июня 2007 года эта песня заняла 10-ю позицию после того, как Эми исполнила её на MTV Movie Awards. На следующей неделе песня достигла 5-го места.
Из этого альбома было также выпущено ещё два сингла. «Tears Dry on Their Own» вышел 13 августа 2007 года и смог достичь 16-го места в Великобритании, а «Love Is a Losing Game», вышедший 10 декабря 2007 года, стал лишь 46-м.

## Список композиций
| №   | Название                 | Автор(ы)                                        | Продюсер    | Длительность |
| --- | ------------------------ | ----------------------------------------------- | ----------- | ------------ |
| 1.  | «Rehab»                  | Эми Уайнхаус                                    | Марк Ронсон | 3:35         |
| 2.  | «You Know I’m No Good»   | Эми Уайнхаус                                    | Марк Ронсон | 4:17         |
| 3.  | «Me & Mr Jones»          | Эми Уайнхаус                                    | Салам Реми  | 2:33         |
| 4.  | «Just Friends»           | Эми Уайнхаус                                    | Салам Реми  | 3:13         |
| 5.  | «Back to Black»          | Эми Уайнхаус, Марк Ронсон                       | Марк Ронсон | 4:01         |
| 6.  | «Love Is a Losing Game»  | Эми Уайнхаус                                    | Марк Ронсон | 2:35         |
| 7.  | «Tears Dry on Their Own» | Эми Уайнхаус, Николас Эшфорд, Валери Симпсон    | Салам Реми  | 3:06         |
| 8.  | «Wake Up Alone»          | Эми Уайнхаус, Пол О’Даффи                       | Марк Ронсон | 3:42         |
| 9.  | «Some Unholy War»        | Эми Уайнхаус                                    | Салам Реми  | 2:22         |
| 10. | «He Can Only Hold Her»   | Эми Уайнхаус, Ричард Пойндекстер, Джон Харрисон | Салам Реми  | 2:46         |
| 11. | «Addicted»               | Эми Уайнхаус                                    | Марк Ронсон | 2:46         |

## Чарты
| Чарт                         | Высш. место | Сертификация  | Тираж      |
| ---------------------------- | ----------- | ------------- | ---------- |
| Аргентина                    | 1           | Платиновый    | 60 000     |
| Австралия                    | 4           | 2× Платиновый | 140 000    |
| Австрия                      | 1           | 5× Платиновый | 100 000    |
| Бельгия (Фландрия)           | 1           | 3× Платиновый | 90 000     |
| Бельгия (Валлония)           | 3           | 3× Платиновый | 90 000     |
| Бразилия                     |             | Бриллиантовый | 500 000    |
| Канада                       | 4           | Золотой       | 50 000     |
| Дания                        | 1           | 3× Платиновый | 90 000     |
| Нидерланды                   | 1           | 5× Платиновый | 250 000    |
| Эстония                      | 4           |               |            |
| Европа                       | 1           | 7× Платиновый | 7 000 000+ |
| Финляндия                    | 2           | Платиновый    | 33 884     |
| Франция                      | 1           |               |            |
| Германия                     | 1           | 6× Платиновый | 1 200 000  |
| Греция                       | 2           | 2× Платиновый | 30 000+    |
| Венгрия                      | 3           | Платиновый    | 6 000      |
| Ирландия                     | 1           | 2× Платиновый | 30 000     |
| Италия                       | 2           | Бриллиантовый | 520 000    |
| Япония                       | 23          | Золотой       | 100 000    |
| Мексика                      | 20          | Золотой       | 50 000     |
| Новая Зеландия               | 1           | 2× Платиновый | 30 000     |
| Норвегия                     | 1           | Платиновый    | 40 000     |
| Польша                       | 1           | 2× Платиновый | 40 000     |
| Португалия                   | 1           | 3× Платиновый | 120 000    |
| Россия                       |             | 2× Платиновый | 40 000     |
| Испания                      | 1           | 2× Платиновый | 160 000    |
| Швеция                       | 4           | Платиновый    | 40 000     |
| Швейцария                    | 1           | 6× Платиновый | 180 000    |
| Турция                       |             | Золотой       | 5 000      |
| Великобритания               | 1           | 8× Платиновый | 2 985 303  |
| США (Billboard 200)          | 2           | 2× Платиновый | 2 200 000  |
| США (Top R&B/Hip Hop Albums) | 4           | 2× Платиновый | 2 200 000  |

| Страна          | Место |
| --------------- | ----- |
| Австрия (2007)  | 30    |
| Австрия (2008)  | 1     |
| Германия (2007) | 17    |
| Германия (2008) | 1     |
| Ирландия (2007) | 2     |
| Ирландия (2008) | 13    |

| Чарт (2000—2009) | Место |
| ---------------- | ----- |
| Великобритания   | 3     |